# Districtul Szarvas
Szarvas (în maghiară Szarvasi járás) este un district în județul Békés, Ungaria.
Districtul are o suprafață de 485,06 km2 și o populație de 28.558 locuitori (2013).